# Mycterodus colossicus
Mycterodus colossicus är en insektsart som beskrevs av Dlabola 1987. Mycterodus colossicus ingår i släktet Mycterodus och familjen sköldstritar. Inga underarter finns listade i Catalogue of Life.